# Altopiano Stanovoj
L'altopiano Stanovoj (in russo Становое нагорье, Stanovoe nagor'e?) è un sistema montuoso della Dauria, nella Siberia Orientale meridionale. Si estende nel territorio della Transbajkalia e nella Buriazia, in Russia.

## Geografia
L'altipiano si estende per circa 700 km dalla punta settentrionale del lago Bajkal al medio corso del fiume Olëkma in direzione est-nordest per una larghezza di oltre 200 km. Comprende alte catene montuose e grandi bacini intermontani ad un'altitudine di 500-1 000 m, l'altezza massima dell'altopiano Stanovoj è di 3 072 metri (Picco BAM). A est l'altopiano si unisce ai monti Stanovoj.
Il sistema montuoso comprende le seguenti catene (con il valore della loro massima altezza):
- Monti Južno-Mujskij (Южно-Муйский), con la vetta del Muiskij Gigant, 3 067 m;
- Monti Severo-Mujskij (Северо-Муйский), 2 537 m;
- Monti Kodar (Кодар), Picco BAM 3 072 m;
- Monti Udokan (Удокан), 2 561 m;
- Monti del Kalar (Каларский), Skalistyj Golec, 2 519 m.

Le montagne sono composte da rocce cristalline e metamorfiche dell'Archeano e del Proterozoico; i bacini sono riempiti da spessi strati di sedimenti del Cenozoico. Vi sono giacimenti di oro, rame, fluorite e carbone.
La vegetazione è rappresentata principalmente dalla taiga di larici sui pendii delle montagne, sostituita ad altitudini di oltre 1200 m da boschi radi e tundra di montagna. I fondi dei bacini sono prati paludosi di pianura alluvionale e le loro pendici sono ricoperte da foreste di pini e latifoglie.